# Piazza Giuditta Tavani Arquati
Piazza Giuditta Tavani Arquati är ett torg (piazza) i Rione Trastevere i Rom. Piazzan är belägen mellan Via della Lungaretta och Via Bartolomeo Filipperi. 

## Beskrivning
Piazzan är uppkallad efter den italienska patrioten Giuditta Tavani Arquati (1830–1867), som stupade tillsammans med sin familj i slaget vid Aianis yllefabrik (Lanificio Aiani) vid Via della Lungaretta i Trastevere den 25 oktober 1867. Piazzan fick sitt nuvarande namn år 1909 och hette tidigare Piazza Romana efter familjen Romani som residerade i grannskapet.

## Omgivningar
Kyrkobyggnader
- Sant'Agata in Trastevere
- San Crisogono
- Sante Rufina e Seconda

Gator, gränder och torg
- Via di San Gallicano
- Vicolo di Sant'Agata
- Vicolo della Torre

## Bilder
| - Massakern på familjen Tavani Arquati. Målning av Carlo Ademollo från år 1880. - Monument över Giuditta Tavani Arquati vid Via della Lungaretta 97. |